# Onalaska (Wisconsin)
Onalaska – miasto w Stanach Zjednoczonych, w stanie Wisconsin, w hrabstwie La Crosse.